# Frederick Rossini
Frederick Dominic Rossini (Monongahela, Pensilvânia, 18 de julho de 1899 — Juno Beach, Flórida, 12 de outubro de 1990) foi um físico estadunidense